# Thalheim an der Thur
Thalheim an der Thur is een gemeente en plaats in het Zwitserse kanton Zürich, en maakt deel uit van het district Andelfingen.
Thalheim an der Thur telt 734 inwoners.